# BELIEVE (渡辺美里の曲)
「BELIEVE」（ビリーヴ）は、渡辺美里の楽曲で7枚目のシングル。1986年10月22日にEPIC・ソニー (現・エピックレコードジャパン)より発売された。

## 概要
表題曲の「BELIEVE」はTBS系ドラマ『痛快!OL通り』の主題歌として使用された。1988年にリリースされた4枚目のアルバム『ribbon』においては、リミックスが施された上で収録されている。
当初はEP盤のみの発売だったが、1989年12月1日に8cmCDとしてもリリースされた。
B面「Half Moon」は、本シングルの発売以降アルバム未収録曲となっていたが、2018年にアルバム『ribbon -30th Anniversary Edition-』が発売された際、ボーナス・トラックとして収録された。

## 記録
オリコンシングルチャート初登場4位、最高2位にチャートインした。
2011年にAcid Black Cherryが、シングル「CRISIS」のカップリング曲として、「BELIEVE」をカバーした（編曲は小室哲哉）。

## 収録曲
- 全作詞：渡辺美里

1. BELIEVE
作曲：小室哲哉、編曲：大村雅朗
2. Half Moon
作曲：岡村靖幸、編曲：岡村靖幸・西本明

## 収録アルバム
オリジナル
- 『ribbon』 (#1)

ベスト
- 『Sweet 15th Diamond』 (#1)
- 『M・Renaissance〜エム・ルネサンス〜』 (#1)
- 『美里うたGolden BEST』 (#1)